# Parantica phyle
Parantica phyle is een vlinder uit de familie Nymphalidae, onderfamilie Danainae.
De wetenschappelijke naam van de soort is voor het eerst geldig gepubliceerd in 1863 door C. & R. Felder.
De soort komt alleen voor op de Filipijnen. Hij staat op de Rode Lijst van de IUCN als kwetsbaar.